# Dragon Ball Z III: Ressen Jinzōningen
Dragon Ball Z III: Ressen Jinzōningen (ドラゴンボールZIII烈戦人造人间, Doragon Bōru Zetto Surī Ressen Jinzōningen,) foi lançado em 7 de agosto de 1992 para a Famicom pela Bandai.  Esse é o terceiro jogo da série do NES. Você começa na parte em que está enfrentando Freeza em Namek e controla Kuririn, Piccolo e Son Gohan. No jogo aparecem também os androides de Dragon Ball. O sistema de jogo utiliza um sistema de cartas.